# 費格森鎮區 (阿肯色州耶爾縣)
費格森鎮區（英語：Ferguson Township）是位於美國阿肯色州耶爾縣的一個行政鎮區。

## 地方資料
費格森鎮區的面積為140.02平方千米，當中陸地面積為137.92平方千米，而水域面積為2.10平方千米。根據2010年美國人口普查的數據，當地共有人口1373人，而人口密度為每平方千米9.81人。